# Sept Jours de malheur
Pour plus de détails, voir Fiche technique et Distribution.
Sept Jours de malheur (titre original : Lucky Jim) est un film britannique réalisé par John Boulting, sorti en 1957.

## Synopsis
Jim Dixon n'a décidément pas de chance. À l'université, il doit faire les quatre volontés du distrait et ennuyeux professeur Welch pour avoir l'espoir de conserver son boulot. Pire encore, il est parvenu à se mettre dans les jambes Margaret Peel, une amie du professeur, une personne sans intérêt particulier, et plutôt névrosée. Tout bien considéré, le pub est encore l'endroit le plus agréable où il puisse se trouver. Un comble est mis à son malheur quand, un week-end, lors d'une réunion épouvantable chez le clan Welsh, Bertrand, le fils, fait son entrée en scène. Ce n'est pas tant le fait que Betrand soit un fort en gueule doublé d'un grossier merle — et c'est bien ce qu'il est — mais plutôt qu'il a pour compagne Christine Callaghan, le genre de femme merveilleuse et inaccessible dont Jim ne pourra jamais que rêver…

## Fiche technique
- Titre : Sept Jours de malheur
- Titre original : Lucky Jim
- Réalisation : John Boulting
- Scénario : Patrick Campbell et Jeffrey Dell, d'après le roman de Kingsley Amis
- Images : Max Greene
- Musique : John Addison
- Production : Roy Boulting, pour Boulting Brothers et Charter Film Productions
- Montage : Max Benedict
- Pays d'origine : Royaume-Uni
- Langue : anglais
- Format : Noir et Blanc - Mono
- Genre cinématographique : Comédie
- Durée : 95 minutes
- Date de sortie :
  - 30 août 1958  États-Unis (New York)
  - 22 juin 1960  France

## Distribution
- Ian Carmichael : Jim Dixon
- Terry-Thomas : Bertrand Welch
- Hugh Griffith : le professeur Welch
- Sharon Acker : Christine Callaghan
- Jean Anderson : Mrs. Welch
- Maureen Connell : Margaret Peel
- Clive Morton : Sir Hector Gore-Urquhart
- John Welsh : le principal
- Reginald Beckwith : le gardien de l’université
- Kenneth Griffith : Cyril Johns